# Pogona microlepidota
Pogona microlepidota är en ödleart som beskrevs av  Ludwig Glauert 1952. Pogona microlepidota ingår i släktet Pogona och familjen agamer. Inga underarter finns listade i Catalogue of Life.
Arten förekommer i västra Australien. Den är som vuxen ungefär 18 cm lång (huvud och bål) och har en cirka 27 cm lång svans. Honor lägger ägg.